# Coppa dell'Europa Centrale 1936
La Coppa dell'Europa Centrale 1936 fu la decima edizione della Coppa dell'Europa Centrale e venne vinta dagli austriaci dell'FK Austria, al secondo titolo. Capocannoniere con 10 gol fu Giuseppe Meazza dell'AS Ambrosiana Inter.
La manifestazione attirava sempre maggiore interesse, tanto che la Svizzera si unì al torneo con rappresentanti che dovevano superare un turno preliminare. Ognuna delle nazioni partecipanti, gli elvetici, Austria, Cecoslovacchia, Ungheria,  e Italia, inviava le prime quattro classificate del proprio campionato, anche se austriaci e italiani riservavano un posto per le vincitrici della Coppa d'Austria e della Coppa Italia.

## Partecipanti
| Nazione                   | Squadra                                                      | Campionato | Note                                       |
| ------------------------- | ------------------------------------------------------------ | --- | ------------------------------------------ |
| Austria (bandiera)        | SK Admira FK Austria First Vienna FC SK Rapid                | Campione d'Austria 1935-36 Vincitrice Coppa d'Austria 1935-36 Vicecampione d'Austria 1935-36 3º campionato d'Austria 1935-36                              | 7º campionato d'Austria 1935-36            |
| Cecoslovacchia (bandiera) | AC Sparta Praha SK Slavia Praha SK Prostejov SK Zidenice     | Campione di Cecoslovacchia 1935-36 Vicecampione di Cecoslovacchia 1935-36 3º campionato di Cecoslovacchia 1935-36 4º campionato di Cecoslovacchia 1935-36 | Vincitrice Coppa dell'Europa Centrale 1935 |
| Ungheria (bandiera)       | Hungária FC Újpesti FC Ferencvárosi FC Phöbus FC             | Campione d'Ungheria 1935-36 Vicecampione d'Ungheria 1935-36 3º campionato d'Ungheria 1935-36 4º campionato d'Ungheria 1935-36                             |                                            |
| Italia (bandiera)         | AGC Bologna AC Torino AS Roma AS Ambrosiana Inter            | Campione d'Italia 1935-36 Vincitrice Coppa Italia 1935-36 Vicecampione d'Italia 1935-36 4º campionato d'Italia 1935-36                                    | 3º campionato d'Italia 1935-36             |
| Svizzera (bandiera)       | Lausanne-Sports FC FC Young Fellows Grasshopper Club FC Bern | Campione di Svizzera 1935-36 Vicecampione di Svizzera 1935-36 3º campionato di Svizzera 1935-36 4º campionato di Svizzera 1935-36                         | Vincitrice Coppa di Svizzera 1935-36       |

## Torneo

### Turno preliminare
| Squadra 1        | Totale | Squadra 2          | Andata | Ritorno |
| ---------------- | ------ | ------------------ | ------ | ------- |
| SK Zidenice      | 6 - 2  | Lausanne-Sports FC | 5 - 0  | 1 - 2   |
| FC Young Fellows | 2 - 9  | Phöbus FC          | 0 - 3  | 2 - 6   |
| FC Bern          | 2 - 11 | AC Torino          | 1 - 4  | 1 - 7   |
| FK Austria       | 4 - 2  | Grasshopper Club   | 3 - 1  | 1 - 1   |

#### Andata
| Arbitro: | Mihály Iváncsics |

|              |           |                                       |
| Billeter 67’ | Marcatori | 5’ Baldi 35’, 73’ Galli 89’ Buscaglia |

| Arbitro: | Hans Frankenstein |

|                                              |           |  |
| Průša 10’, 80’ Nepala 17’ Šterc 47’ Hess 70’ | Marcatori |  |

| Arbitro: | Raffaele Scorzoni |

|  |           |                              |
|  | Marcatori | 21’ Béky 48’ Solti 80’ Szabó |

| Arbitro: | Bruno Pfützner |

|                                       |           |            |
| Sindelar 6’ Jerusalem 38’ Riegler 62’ | Marcatori | 90’ Bickel |

#### Ritorno
| Arbitro: | Pal von Hertzka |

|             |           |           |
| Fauguel 14’ | Marcatori | 78’ Stroh |

| Arbitro: | Giuseppe Scarpi |

|                      |           |            |
| Kotsev 15’ Jäggi 70’ | Marcatori | 65’ Nepala |

| Arbitro: | Adolf Rosenberger |

|                                                               |           |           |
| Bo 14’ Buscaglia 26’, 83’ Galli 62’ Baldi 70’, 78’ Silano 88’ | Marcatori | 49’ Weber |

| Arbitro: | Ján Bízik |

|                                                         |           |                        |
| Turay 20’, 82’ Solti 67’ (rig.), 80’ Szabó 77’ Béky 81’ | Marcatori | 75’ Tögel 85’ Frigerio |

### Ottavi di finale
| Squadra 1       | Totale | Squadra 2           | Andata | Ritorno |
| --------------- | ------ | ------------------- | ------ | ------- |
| Hungária FC     | 1 - 7  | First Vienna FC     | 0 - 2  | 1 - 5   |
| SK Zidenice     | 3 - 11 | AS Ambrosiana Inter | 2 - 3  | 1 - 8   |
| AC Sparta Praha | 7 - 6  | Phöbus FC           | 5 - 2  | 2 - 4   |
| SK Rapid        | 4 - 6  | AS Roma             | 3 - 1  | 1 - 5   |
| SK Admira       | 3 - 6  | SK Prostejov        | 0 - 4  | 3 - 2   |
| AC Torino       | 2 - 5  | Újpesti FC          | 2 - 0  | 0 - 5   |
| AGC Bologna     | 2 - 5  | FK Austria          | 2 - 1  | 0 - 4   |
| Ferencvárosi FC | 5 - 6  | SK Slavia Praha     | 5 - 2  | 0 - 4   |

#### Andata
| Arbitro: | Hans Frankenstein |

|                                                            |           |                     |
| Nejedly 3’, 52’ Zajicek 34’ (rig.) Faczinek 49’ Boucek 83’ | Marcatori | 17’ Szabó 44’ Turay |

| Arbitro: | Augustin Krist |

|  |           |               |
|  | Marcatori | 55’, 86’ Erdl |

| Arbitro: | Rinaldo Barlassina |

|                                           |           |                      |
| Táncos 5’ Sárosi 6’, 32’, 35’, 83’ (rig.) | Marcatori | 10’ Bradac 54’ Horak |

| Arbitro: | Ján Bízik |

|                          |           |  |
| Buscaglia 30’ Silano 51’ | Marcatori |  |

| Arbitro: | Julius Brüll |

|                       |           |                   |
| Maini 7’ Schiavio 22’ | Marcatori | 72’ (rig.) Viertl |

| Arbitro: | Frigyes Klug |

|                     |           |                           |
| Nepala 51’ Hess 73’ | Marcatori | 7’, 85’ Meazza 39’ Frossi |

| Arbitro: | Camillo Caironi |

|  |           |                              |
|  | Marcatori | 7’, 78’, 85’ Drozd 48’ Dufek |

| Arbitro: | Ferenc Majorszky |

|                            |           |                  |
| Probst 21’ Binder 30’, 63’ | Marcatori | 58’ Di Benedetti |

#### Ritorno
| Arbitro: | Adolf Miesz |

|                                              |           |  |
| Vacek 11’ Kopecký 13’ Vytlacil 83’ Horak 87’ | Marcatori |  |

| Arbitro: | Francesco Mattea |

|                                    |           |                         |
| Szikár 28’, 87’ Béky 37’ Szabó 76’ | Marcatori | 49’ Zajicek 89’ Nejedly |

| Arbitro: | Bruno Pfützner |

|                                                              |           |  |
| Kocsis 14’ (rig.) Vincze 55’, 84’ Pusztai 67’ Zsengellér 81’ | Marcatori |  |

| Arbitro: | Karl Wunderlin |

|                                        |           |            |
| Gschweidl 3’ Pollak 49’, 76’, 88’, 90’ | Marcatori | 59’ Müller |

| Arbitro: | Mihály Iváncsics |

|                                           |           |  |
| Jerusalem 12’, 90’ Stroh 30’ Sindelar 86’ | Marcatori |  |

| Arbitro: | Pal von Hertzka |

|                      |           |                             |
| Strobl 67’ Dufek 89’ | Marcatori | 2’ Hahnemann 10’, 70’ Bican |

| Arbitro: | William Bangerter |

|                                                                   |           |            |
| Serantoni 6’, 35’ Tauschek 21’ (aut.) D'Alberto 42’ Subinaghi 51’ | Marcatori | 87’ Binder |

| Arbitro: | Alois Beranek |

|                                                                 |           |          |
| Meazza 3’, 17’, 57’, 81’, 85’ Demaría 4’ Frossi 18’ Ferrari 60’ | Marcatori | 89’ Hess |

### Quarti di finale
| Squadra 1       | Totale | Squadra 2           | Andata | Ritorno |
| --------------- | ------ | ------------------- | ------ | ------- |
| First Vienna FC | 3 - 4  | AS Ambrosiana Inter | 2 - 0  | 1 - 4   |
| FK Austria      | 3 - 1  | SK Slavia Praha     | 3 - 0  | 0 - 1   |
| AC Sparta Praha | 4 - 1  | AS Roma             | 3 - 0  | 1 - 1   |
| SK Prostejov    | 0 - 3  | Újpesti FC          | 0 - 1  | 0 - 2   |

#### Andata
| Arbitro: | Mihály Iváncsics |

|                                      |           |  |
| Zajicek 19’ Faczinek 45’ Nejedly 69’ | Marcatori |  |

| Arbitro: | Rinaldo Barlassina |

|  |           |                |
|  | Marcatori | 55’ Zsengellér |

| Arbitro: | Augustin Krist |

|                             |           |  |
| Machu 33’ (rig.) Pollak 38’ | Marcatori |  |

| Arbitro: | Ferenc Majorszky |

|                                     |           |  |
| Riegler 61’ Stroh 68’ Jerusalem 84’ | Marcatori |  |

#### Ritorno
| Arbitro: | Adolf Miesz |

|                 |           |             |
| Di Benedetti 1’ | Marcatori | 2’ Faczinek |

| Arbitro: | Hans Frankenstein |

|                       |           |  |
| Kocsis 25’ Kállai 27’ | Marcatori |  |

| Arbitro: | Frigyes Klug |

|                                                |           |           |
| Meazza 9’ Ferraris 46’, 65’ Demaría 83’ (rig.) | Marcatori | 38’ Holec |

| Arbitro: | Raffaele Scorzoni |

|           |           |  |
| Vacek 66’ | Marcatori |  |

### Semifinali
| Squadra 1           | Totale | Squadra 2       | Andata | Ritorno |
| ------------------- | ------ | --------------- | ------ | ------- |
| AS Ambrosiana Inter | 5 - 8  | AC Sparta Praha | 3 - 5  | 2 - 3   |
| Újpesti FC          | 3 - 7  | FK Austria      | 1 - 2  | 2 - 5   |

#### Andata
| Arbitro: | Adolf Miesz |

|                                     |           |                                             |
| Ferrari 15’ Meazza 22’ Ferraris 36’ | Marcatori | 9’, 39’ Nejedly 12’, 72’ Braine 80’ Zajicek |

| Arbitro: | Rinaldo Barlassina |

|           |           |                      |
| Kállai 5’ | Marcatori | 65’ Stroh 81’ Viertl |

#### Ritorno
| Arbitro: | Alois Beranek |

|                                    |           |                       |
| Braine 10’, 83’ Zajicek 59’ (rig.) | Marcatori | 15’ Meazza 71’ Frossi |

| Arbitro: | Augustin Krist |

|                                                |           |                    |
| Jerusalem 38’, 56’ Sindelar 52’, 65’ Stroh 68’ | Marcatori | 9’, 49’ Zsengellér |

### Finale
Gare giocate il 6 e il 13 settembre
| Squadra 1  | Totale | Squadra 2       | Andata | Ritorno |
| ---------- | ------ | --------------- | ------ | ------- |
| FK Austria | 1 - 0  | AC Sparta Praha | 0 - 0  | 1 - 0   |

#### Andata
| Vienna 6 settembre 1936 | FK Austria | 0 – 0 referto | AC Sparta Praha | Praterstadion (41.600 spett.)\| Arbitro: \| Scarpi \| |
| Arbitro:                | Scarpi     |               |                 |                                                       |

| FK AUSTRIA :              |  |                   |
|                           |  |                   |
| GK                        |  | Rudolf Zöhrer     |
| DF                        |  | Karl Andritz      |
| DF                        |  | Karl Sesta        |
| MF                        |  | Karl Adamek       |
| MF                        |  | Johann Mock       |
| MF                        |  | Walter Nausch (c) |
| FW                        |  | Franz Riegler     |
| FW                        |  | Josef Stroh       |
| FW                        |  | Matthias Sindelar |
| FW                        |  | Camillo Jerusalem |
| FW                        |  | Rudolf Viertl     |
| Allenatore:               |  |                   |
| Jenő Konrád Walter Nausch |  |                   |

| AC SPARTA PRAHA:  |  |                    |
|                   |  |                    |
| GK                |  | Bohumil Klenovec   |
| DF                |  | Jaroslav Burgr (c) |
| DF                |  | Josef Čtyřoký      |
| MF                |  | Josef Košťálek     |
| MF                |  | Jaroslav Bouček    |
| MF                |  | Ľudovít Rado       |
| FW                |  | Ferdinand Faczinek |
| FW                |  | Oldřich Zajíček    |
| FW                |  | Raymond Braine     |
| FW                |  | Oldřich Nejedlý    |
| FW                |  | Géza Kalocsay      |
| Allenatore:       |  |                    |
| Ferenc Szedlacsek |  |                    |

#### Ritorno
| Arbitro: | Barlassina |

|  |           |               |
|  | Marcatori | 67’ Jerusalem |

| AC SPARTA PRAHA:  |  |                    |
|                   |  |                    |
| GK                |  | Bohumil Klenovec   |
| DF                |  | Jaroslav Burgr (c) |
| DF                |  | Josef Čtyřoký      |
| MF                |  | Josef Košťálek     |
| MF                |  | Jaroslav Bouček    |
| MF                |  | Ľudovít Rado       |
| FW                |  | Ferdinand Faczinek |
| FW                |  | Oldřich Zajíček    |
| FW                |  | Raymond Braine     |
| FW                |  | Oldřich Nejedlý    |
| FW                |  | Géza Kalocsay      |
| Allenatore:       |  |                    |
| Ferenc Szedlacsek |  |                    |

| FK AUSTRIA:               |  |                   |
|                           |  |                   |
| GK                        |  | Rudolf Zöhrer     |
| DF                        |  | Karl Andritz      |
| DF                        |  | Karl Sesta        |
| MF                        |  | Karl Adamek       |
| MF                        |  | Johann Mock       |
| MF                        |  | Walter Nausch (c) |
| FW                        |  | Franz Riegler     |
| FW                        |  | Josef Stroh       |
| FW                        |  | Matthias Sindelar |
| FW                        |  | Camillo Jerusalem |
| FW                        |  | Rudolf Viertl     |
| Allenatore:               |  |                   |
| Jenő Konrád Walter Nausch |  |                   |

## Classifica marcatori
|  | Gol | Marcatore         | Squadra             |
|  | --- | ----------------- | ------------------- |
|  | 10  | Giuseppe Meazza   | AS Ambrosiana Inter |
|  | 7   | Camillo Jerusalem | FK Austria          |
|  | 6   | Oldřich Nejedlý   | AC Sparta Praha     |
|  | 5   | Gustav Pollak     | First Vienna FC     |
|  | 5   | Oldřich Zajíček   | AC Sparta Praha     |
|  | 5   | Josef Stroh       | FK Austria          |
|  | 4   | György Sárosi     | Ferencvárosi FC     |
|  | 4   | Pietro Buscaglia  | AC Torino           |
|  | 4   | Rudolf Drozd      | SK Prostejov        |
|  | 4   | Gábor P. Szabó    | Phöbus FC           |
|  | 4   | Gyula Zsengellér  | Újpesti FC          |
|  | 4   | Raymond Braine    | AC Sparta Praha     |
|  | 4   | Matthias Sindelar | FK Austria          |